# ダルヴィーシュ
ダルヴィーシュ（ درویش　ペルシア語 darvīsh, トルコ語 derviş, ウルドゥー語: درویش darvēsh）とはスーフィー（イスラム神秘主義）の修道僧。主に各種スーフィー教団に属する成員一般を指す。「貧者」を意味する中期ペルシア語（パフラヴィー語） dlgwš/driyoš を語源とすると考えられる。
またイスラム文化圏における人名でもある。

## スーフィーの修道僧として

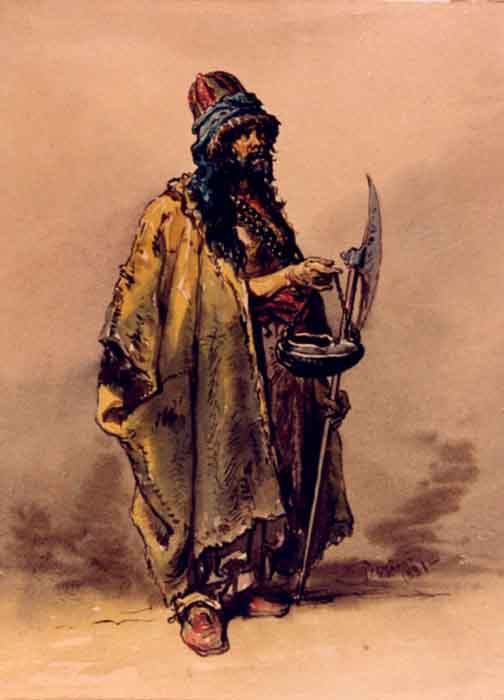
A Turkish dervish, in the 1860s. 右手に乞食用の椀（カシュクール）、左手に手斧、防寒用の粗衣に帽子など典型的なダルヴィーシュの姿をしている

イスラームの預言者ムハンマドのハディース（言行）のひとつに「我が清貧は我が栄光」と述べたと言われており、イスラームにおいては「清貧」（ファクル فقر faqr）はムスリムの徳目の一つとされている。このため、イスラーム神秘主義（スーフィズム、タサッウフ）の修行でも重要視され、托鉢行や乞食行を実践する修行者を「貧者」（ファキール فقير faqīr）と呼び、ダルヴィーシュの同義語として用いられた。
いわゆるイスラームの神秘主義思想にあたるスーフィズム（タサッウフ تصوّف taṣawwuf ）はイスラームにおいて信者の信仰や精神などの内面を重視し、言葉による教義、ウラマーなどの世俗的権威を認めない思想・運動のことである。初期には人里離れた荒野で苦行する個々の修行者たちのことであり、文字通り「貧者」であった。12、13世紀頃から師弟関係の授受や修行方法を集団化・定型化した教団組織（タリーカ）が各地で出現するようになり、スーフィー聖者（ワリー）の廟墓を中心に宿泊施設を伴った修行道場（ハーンカーフ خانقاه khānqāh ）が建設されるようになった。荒野での専心的な修行も通時代的に継続されたが、同時に都市部でも修行施設を得たことにより、聖者の廟墓（マザール）に接し聖者を通じてもたらされる神からのバラカ（ baraka 祝福）を授けられることを期待して、都市などでの社会生活を営みつつ教団の構成員となる者が現れるようになった。こうした都市部への進出によって、ダルヴィーシュやファキールと呼ばれた修行者たちは、スーフィズムの民衆への浸透の役割を担うことになった。
都市生活の修行者の場合、都市部の商工業に関わるギルドのメンバーや時には政治権力者であっても全く貧者ではないものの「ダルヴィーシュ」と呼ばれた。一方、各種の教団では女性も修行者のメンバーとして受け入れられており、「（女性）指導者」（ مقدّمة muqaddama）と呼ばれ女性のサークルも組織されるようになった。

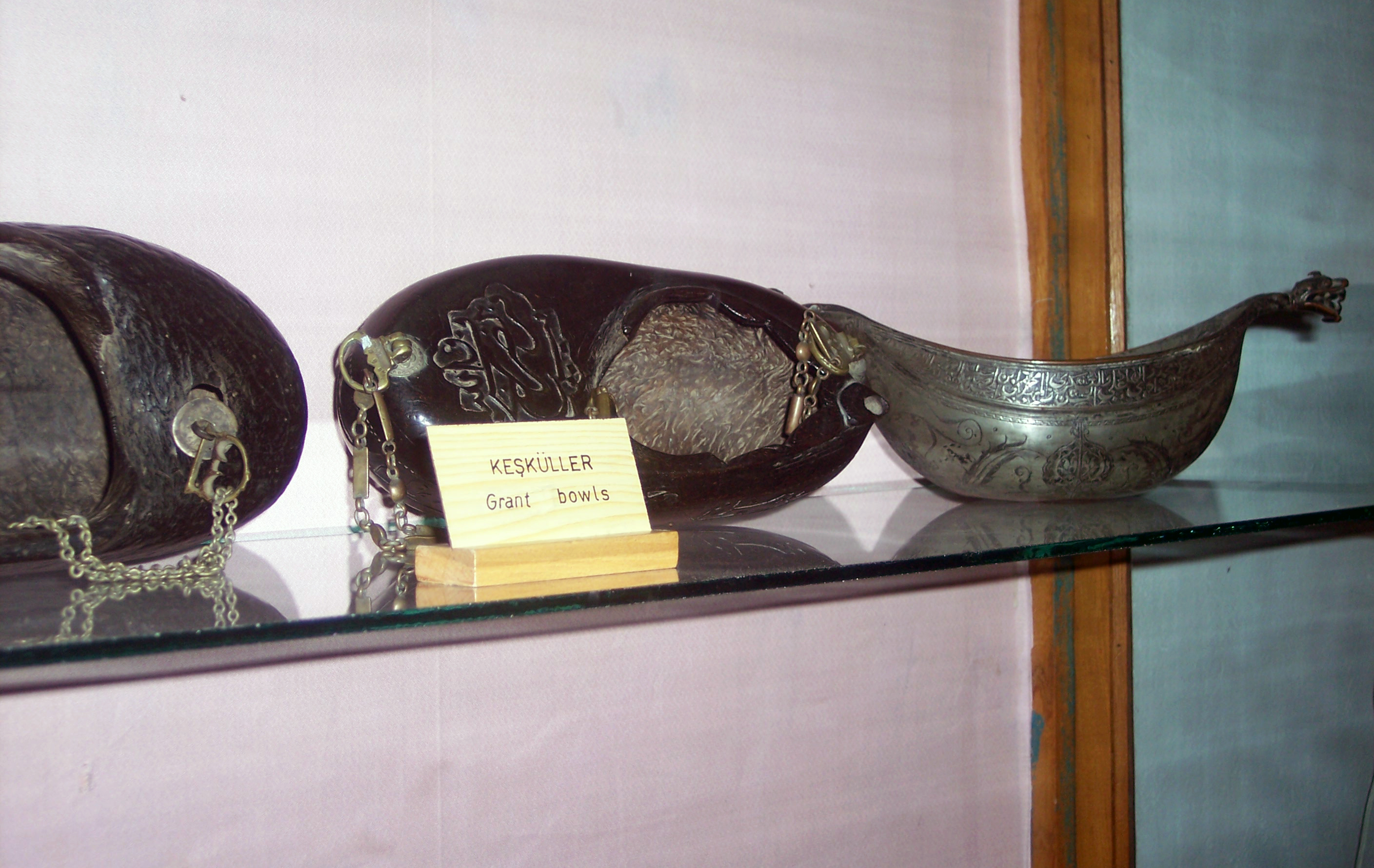
カシュクール

13世紀になると、カランダル（ قلندر qarandar）と称される托鉢行、乞食行を行いながら各地を放浪する修行者集団がイラン高原や各地に出現するようになった。彼らは外見が特徴的であり、眉や髪の毛、髭などを剃り、特異な衣装をまとっていた。これらもダルヴィーシュと呼ばれ、乞食の際の施しを受けるためペルシア語でカシュクール（ كشكول kashkūl）と呼ばれるヤシの殻を半分に割った椀か、その形を模した舟形の金属製の椀を腰から下げるのが通例であった。現在でもこのカシュクール（キャシュクール）はダルヴィーシュの象徴的な持ち物とされており、乞食行が禁止されていたベクタシー教団でさえも修行者、ダルヴィーシュの持ち物として用いられていた。

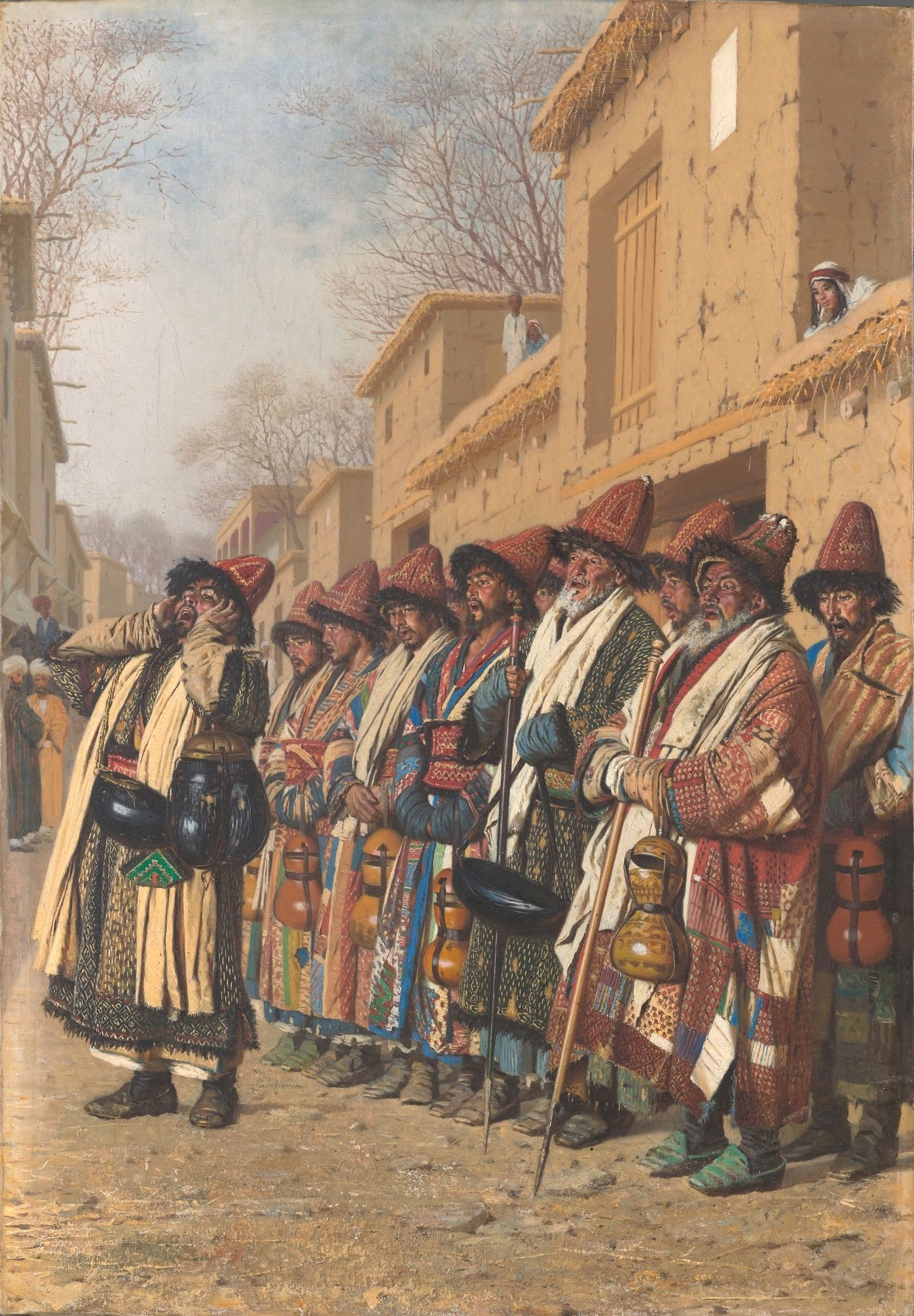
19世紀後半タシュケントでのダルヴィーシュたちのズィクルの様子

ダルヴィーシュなどのスーフィー修行者たちは肉体を酷使することで神を感得するという教義を持ち、様々な修行方法が編み出されて来たが、代表的な修行方法としてはズィクル（ ذكر dhikr）やサマーウ（ سَماع samā`）がある。ズィクルは礼拝において神の名（アッラーフ）を唱えることで神を讃美することだが、特にダルヴィーシュなどのスーフィー修行者たちにとって精神集中のための「称名」として重視され、神秘主義教団の組織化に伴い集団で行われるようになった。サマーウはアラビア語で「聞くこと」を意味するが、音楽や舞踊を伴う修行法で、ズィクルとも結び付き易く、スーフィー修行者が陶酔的な忘我状態に到るための有効な手段として広く行われて来たものであった。教団組織（タリーカ）の集団化によって様々な修行も集団で行われるようになったが、これらズィクルやサマーウの手法や規則も各教団で様々なものが編み出された。
サマーウはトルコ語では「セマー」（semâ）と発音され、特にメヴレヴィー教団のものが有名であるが、歌舞音曲をともなったもので数時間にも及ぶことがある。スーフィーは日本人にとってはしばしば、このセマーの踊り手として知られる。スーフィーはイスラムで禁止されている歌舞、音楽などを信仰に持込んだとしてトルコ共和国などでは禁教とされ、取締りの対象となっている。セマーは、現在では観光客相手のショーとしてのみ行われている。
ダルヴィーシュはこのスーフィズムの修道僧、または托鉢僧のことである。粗衣（スーフ）に身を包みズィクル（連唱：日本仏教の称名念仏や唱題に相当する）に没頭し、ひたすら神を心に念じ続ける。一方でしばしば托鉢用の鉄なべ（キャシャクール）をぶら下げ、大斧を担いで遍歴の旅に出る、というイメージで語られる。
日本に初めてダルヴィーシュを修道僧として紹介したのは作家の村上春樹であるといわれている。多くの日本人にとってその行動様式は僧侶のイメージに限りなく近いが、イスラームには仏教のような出家・在家の区別はないのでその点は注意が必要である。

## 人名として
必ずしもこの名前がスーフィーであることを意味するわけではない。「ダルビッシュセファット・ファリード・有」のように（「ダルビッシュセファット」は「ダルヴィーシュのような人」）形容詞として使用されている例もある。
- サイード・ダルウィーシュ　（音楽家　エジプト）
- ファウズィー・ダルヴィーシュ・フサイニー（シオニズム運動家　パレスチナ）
- マフムード・ダルウィーシュ　（詩人　パレスチナ）
- デルウィシュ・アリ・カワゾウル　（労働運動家・ジャーナリスト・労働人民進歩党最後のトルコ系政治局員　キプロス）
- イーサー・ダルヴィーシュ　（元外務次官　シリア）
- ダルビッシュ有　（本名:ダルビッシュセファット・ファリード・有　野球選手　日本）※2010年9月13日に自身のTwitterでムスリムではないことを明かしている(参照)

## 架空の職業
ダルヴィーシュはオンラインRPG「ギルドウォーズ」に登場するジョブ(Profession)のひとつ（詳細はギルドウォーズ参照）。